# Ганс Артур фон Швайніц унд Крайн
Граф Ганс Артур фон Швайніц унд Крайн (нім. Hans Arthur Graf von Schweinitz und Krain; 26 січня 1885, Лібенбург — 12 серпня 1914, Північне море) — німецький офіцер-підводник, капітан-лейтенант кайзерліхмаріне.

## Біографія
Представник знатного сілезького роду. 1 квітня 1902 року вступив на флот. Учасник Першої світової війни. З 1 серпня 1914 року — командир підводного човна SM U-13. 12 серпня 1914 року човен затонув в Північному морі внаслідок аварії (точні місце і час катастрофи невідомі). Всі 25 членів екіпажу загинули.

## Звання
- Морський кадет (1 квітня 1902)
- Фенріх-цур-зее (11 квітня 1903)
- Лейтенант-цур-зее (29 вересня 1905)
- Оберлейтенант-цур-зее (30 березня 1908)
- Капітан-лейтенант (22 березня 1914)

## Нагороди
- Рятувальна медаль